# 4486 Митра
4486 Митра е астероид от групата на Аполоните, пресичащ през определен период орбитата на Марс.
Диаметърът на астероида е от 2 до 5 км. Открит е от Ерик Елст и Владимир Шкодров в Роженската обсерватория на 22 септември 1987 година.
Наречен е на Митра – индо-ирански бог на светлината. В Мала Азия около 330 година пр. Хр. бог Митра се оприличава на гръцкия бог Аполон, откъдето идва името.